# Полигекс
Полигекс (англ. polyhex), или шестиугольный монстр (англ. hexagonal animal) — геометрическая фигура в виде многоугольника, составленного из нескольких правильных шестиугольников, соединённых сторонами. Полигексы можно рассматривать как конечные подмножества шестиугольного паркетажа со связной внутренностью.
Наряду с другими полиформами — полимино и полиамондами, полигексы широко используются в занимательной математике, в основном в задачах на составление фигур. Название предложено Д. Кларнером по аналогии с названиями других полиформ.
По форме полигексы напоминают структурные формулы полициклических ароматических углеводородов (каждый шестиугольник соответствует бензольному кольцу).

## Число полигексов
Как и в случае полимино, различают «свободные» полигексы (когда повороты и отражения считаются такой же фигурой), «односторонние», когда фигуры при зеркальных отражениях считаются различными, и «фиксированные», различаемые также и при поворотах.
Число «свободных» n-гексов для n = 1, 2, 3, 4… даётся последовательностью
1, 1, 3, 7, 22, 82, 333, 1448, … (A000228).
Другие последовательности OEIS, связанные с полигексами:
- число полигексов с отверстиями — A038144;
- число полигексов без отверстий — A018190;
- число фиксированных полигексов — A001207;
- число односторонних полигексов — A006535.

| Моногекс         | The Monohex       |
| Дигекс           | The Dihex         |
| Три тригекса     | The 3 Trihexes    |
| Семь тетрагексов | The 7 Tetrahexes  |
| 22 пентагекса    | The 22 Pentahexes |
| 82 гексагекса    | The 82 Hexahexes  |